# Ludwig Hammers

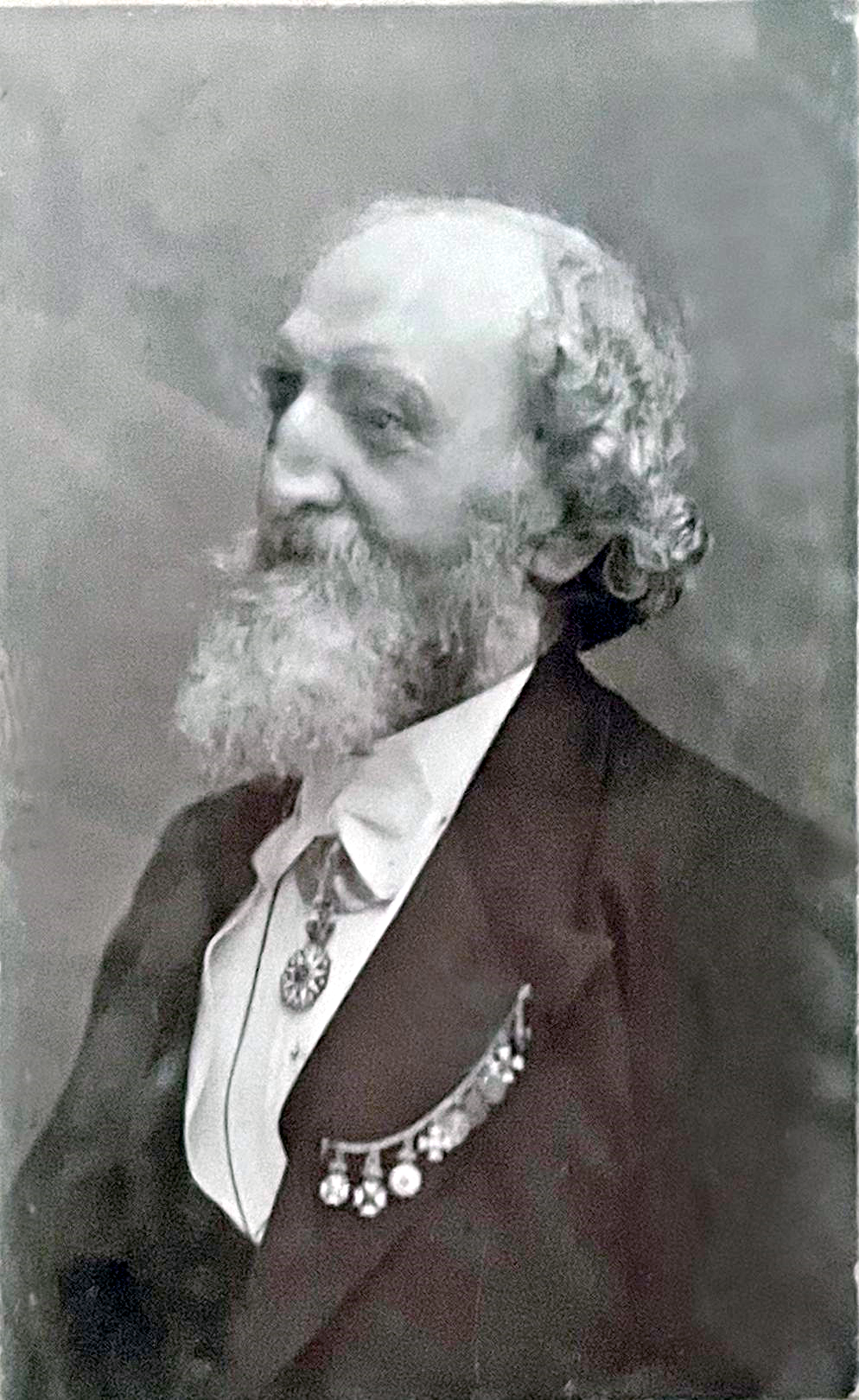
Oberbürgermeister Ludwig Hammers, um 1900 fotografiert von Constantin Luck, Stadtmuseum Düsseldorf

Ludwig Hammers (* 4. März 1822 in Wassenberg, Kreis Heinsberg; † 3. Juni 1902 in Düsseldorf) war 27 Jahre lang – von 1849 bis 1876 – Oberbürgermeister von Düsseldorf. In seine Amtszeit fiel die Entwicklung Düsseldorfs von einer mittleren Beamtenstadt zu einer Industriestadt.

## Leben
Ludwig Hammers wurde als siebtes Kind eines preußischen Oberzollinspektors und einer französischen Mutter in Wassenberg im Kreis Heinsberg geboren. Die Familie zog um 1834 nach Uerdingen, wo der junge Ludwig das örtliche Progymnasium besuchte. Ab 1836 war er Schüler des Königlichen Gymnasiums in Düsseldorf und legte dort am 31. August 1841 das Abitur ab. In Bonn und Berlin studierte er Kameralwissenschaft. Im Anschluss an das Studium meldete sich der Fünfundzwanzigjährige als Freiwilliger für ein Jahr zum Militär in Berlin. 
Im Rahmen seiner weiteren Ausbildung trat Hammers am 24. Oktober 1844 als Auskultator beim Oberlandesgericht Hamm ein und wurde am 29. November 1844 beim Land- und Stadtgericht Duisburg vereidigt. Bei seinem Wechsel in den preußischen Verwaltungsdienst am 11. September 1845 zum Regierungsreferendar bei der Königlich preußischen Regierung in Düsseldorf ernannt, versah er während seiner dortigen Dienstzeit vom 14. Dezember 1846 bis Dezember 1847 im Vertretungswege die Verwaltung des Kreises Duisburg. Weitere Dienststationen waren am 7. Januar 1848 die Regierung in Potsdam, 27. Juni 1848 die Regierung in Posen und von dort aus am 7. Juli 1848 die vertretungsweise Verwaltung des Kreises Bomst, bevor er mit Ablegung der zweiten juristischen Prüfung am 15. August 1849 die Ernennung zum Regierungsassessor erhielt. Wenige Tage zuvor hatte Hammers am 4. August kommissarisch die Ernennung zum Bürgermeister von Düsseldorf erhalten.
Auf seine Wahl vom 6. August 1850 folgte am 11. November die Bestätigung und am 23. Dezember 1850 die formelle Amtseinführung. Nach der Verleihung des Oberbürgermeistertitels am 29. Juni 1858 wurde Hammers am 18. Februar 1862 als solcher wiedergewählt (Bestätigung am 28. April 1862), bevor er am 1. August 1876 auf Gesuch vom 12. Dezember 1875 nach 27 Jahren in den Ruhestand trat.
Hammers wurde am 15. Juni 1855 in das Preußische Herrenhaus berufen, in das er am 30. November eintrat.
Bis zu seinem Tode am 3. Juni 1902 übte Hammers zahlreiche ehrenamtliche Tätigkeiten in Düsseldorf aus. Der südlich des S-Bahnhofs Düsseldorf-Bilk gelegene Ludwig-Hammers-Platz wurde nach ihm benannt.

## Politik und Amtsführung
Im Rahmen der neuen, 1850 erlassenen Gemeindeordnung wurde Hammers am 6. August 1850 für zwölf Jahre vom Stadtrat zum Oberbürgermeister gewählt. Nur wenige Jahre zuvor hatte die Industrialisierung Düsseldorfs eingesetzt. 1852 organisierte Hammers eine erste Industrieausstellung im Ständehaus im alten Schloss mit der Unterstützung von Freimaurerlogen. 1862 wurde Ludwig Hammers einstimmig wiedergewählt. 
1870 geriet Hammers im Zusammenhang mit dem Städtischen Gaswerk unter Korruptionsverdacht. Die Vorwürfe konnten letztlich entkräftet werden, aber ein gewisses Misstrauen blieb. Während des Deutsch-Französischen Krieges 1870/71 warf man ihm vor, die französischen Kriegsgefangenen zu gut behandelt zu haben. Im Rahmen des Kulturkampfes erwuchsen ihm weitere Gegner, die dem gläubigen Katholiken „ultramontane Bestrebungen“ unterstellten. Dennoch wurde Hammers erneut im Januar 1874 von der Stadtverordnetenversammlung einstimmig wiedergewählt. Die Gegner blieben im Hintergrund, sorgten aber für ein gewisses Misstrauen in Berlin, sodass die Bestätigung von Kaiser Wilhelm I. zunächst nicht erfolgte. Erst nach mehreren Stadtratsabordnungen, die zum Innenminister nach Berlin reisten, und einer persönlichen Audienz Hammers’ beim Kaiser wurde der langjährige Oberbürgermeister im November 1874 erneut bestätigt. Dennoch flammten die Gerüchte um die Gaswerk-Affaire erneut auf. Hammers’ demonstratives Fernbleiben von einer wichtigen Ratssitzung in Sachen Schulpolitik sorgte für eine Vertrauenskrise. Am 23. April 1875 sprach die liberale Mehrheit der Stadtverordneten dem Oberbürgermeister das Misstrauen aus. In der Gaswerk-Angelegenheit erklärte die Regierung, dass es dem Oberbürgermeister an „Sorgfalt und Umsicht habe fehlen lassen“. Es kam zu heftigen Auseinandersetzungen in der Düsseldorfer Presse. Hammers schied daraufhin auf eigenes Gesuch aus dem Dienst aus.

## Familie
Hammers heiratete am 21. Mai 1862 in Düsseldorf Wilhelmine Luise Hellweg (geboren am 5. Juli 1841 in Köln; gestorben am 22. Dezember 1903 in Düsseldorf), eine Tochter des Düsseldorfer Landgerichtspräsidenten Wilhelm Hellweg (gestorben am 6. Januar 1879) und dessen Ehefrau Walburgis Anna Adolphine Hellweg, geborene von und zur Mühlen (gestorben am 16. April 1871). Das Paar bekam fünf Kinder.